# Феърфийлд (Калифорния)
Вижте пояснителната страница за други значения на Феърфийлд.
Феърфийлд (на английски: Fairfield – „Хубаво поле“) е град и окръжен център на окръг Солано в щата Калифорния, Съединените американски щати.
Има население от 101 935 души по оценка към 1 юли 2002 г. Феърфийлд е с обща площ от 97,6 кв. км (37,7 кв. мили).